# Giovanni Battista Niccolini
Giovanni Battista Niccolini (San Giuliano, 1782. október 31. – Firenze, 1861. szeptember 20.) olasz költő.

## Élete
Pisában tanult és a történelem meg a mitológia tanára, majd a firenzei szépművészeti akadémia titkára volt. Első tragédiája, Polissena, 1810-benmegnyerte az Accademia della Crusca nagy díját. Ezt követte Ino e Temisto, Medea, Edipo, Matilde és Nabucco, mely utóbbit névtelenül adta ki (London, 1819) s az ókori babiloni király alakjában I. Napóleont személyesítette meg. Igen nagy hatással voltak korára: Giovanni da Procida (1830), Lodovico Sforza (1833), Rosamunda d’Inghilterra (1839), de legkivált Arnoldo da Brescia, mely egyszersmind legkiválóbb alkotása is; ezekben mindenütt a hazaszeretet és a szabadság lángjait élesztgeti kortársai szívében; ilyen irányú verses novellája is: Irene Malatesta (1837). Hagyatékában találták: Storia della casa di Svevia in Italia (Milánó, 1881) és lírai költeményeit, melyeket először Gargiolli adott ki Niccolini összes művei közt (8 kötet, Milánó, 1875-81). Később jelent meg: Lezioni di mitologia ad uso degli artisti (Firenze, 1855); Poesie inedite (uo. 1884).